# Punctigerella
Punctigerella — рід цикадок із ряду клопів.

## Опис
Цикадки довжиною близько 3 мм. Помірно стрункі, нагадують по габітусу представників роду Arboridia. 3 види.
- Punctigerella betulae Vilb.
- Punctigerella lamellaris Vilb.